# Jebusiter
Die Jebusiter waren nach dem Zeugnis des Alten Testamentes ein Volk im Vorderen Orient von kanaanitischem Stamm. Sie waren zur Zeit der Landnahme durch Israeliten auf dem Gebirge Juda neben weiteren kanaanäischen Stämmen, den Hethitern und Amoritern, ansässig. Sie sollen von Josua in einer Feldschlacht mit den anderen Stämmen bekämpft worden sein, behaupteten sich aber in der festen Stadt Jebus (dem nachmaligen Jerusalem) noch im Zeitalter der Richter.
Erst David eroberte die Stadt nebst der Burg, und die letzten Reste der Jebusiter machte Salomo tributpflichtig.

## Historischer Hintergrund
Die Bibel schreibt, dass der Exodus 480 Jahre vor Grundsteinlegung des salomonischen Tempels stattfand. Als historischer Hintergrund ist folglich ein Zeitrahmen von etwa 1400 – 1000 vor Christus zu betrachten.
Aus der genannten Zeit gibt es keine archäologischen Funde, oder außerbiblische Schriftzeugnisse, die auf den Namen „Jebus“ hinweisen würden. Eine von der Bibel beschriebene Änderung der Bedeutung der Jebusiter innerhalb ihres Lebensraumes wurde archäologisch nicht durch Beobachtungen signifikanter Änderungen in den sozialen und kulturellen Bevölkerungsstrukturen gestützt.
Auf den Beginn des beschriebenen Zeitraumes datieren ägyptische Amarna-Briefe. Diese nennen einen Herrscher Abdi-Hepa für Urusalim, in dessen Umfeld Überfälle der Hapiru stattfanden. Die Bewohner Urusalims beherrschten das Judäische Bergland, in dem die Hapiru, oder auch Apiru (möglicherweise die Hebräer) siedelten. Diese wurden als halbnomadische, vagabundierende und marodierende Banden beschrieben.
Zum Ende der Eisenzeit I B hin gab es um Jerusalem herum etwa 20 feste Siedlungen. Sie machten unter dem Schutz Jerusalems die reicheren Städte der Ebene mit ihren Raubzügen unsicher. Ein ähnliches Bild zeichnen auch noch 1. Samuel 23  und 1. Samuel 27  für die Gruppe um David vor der Eroberung Jerusalems. Es ist also möglich, dass es sich bei ihnen um schon länger ansässige Bevölkerungsgruppen im Bereich von Jerusalem und dem südlichen Bergland handelte.

## Rolle in der Bibel
Nach dem Pentateuch sind die Jebusiter eines der von JHWH zur Vernichtung durch die Israeliten vorgesehenen Völker:
Wenn dich der HERR, dein Gott, ins Land bringt, in das du kommen wirst, es einzunehmen, und er ausrottet viele Völker vor dir her, die Hethiter, Girgaschiter, Amoriter, Kanaaniter, Perisiter, Hiwiter und Jebusiter, sieben Völker, die größer und stärker sind als du, und wenn sie der HERR, dein Gott, vor dir dahingibt, dass du sie schlägst, so sollst du an ihnen den Bann vollstrecken. (5. Mose 7,1 )